# Dansk Spejderkorps Sydslesvig
Dansk Spejderkorps Sydslesvig (DSS) er et dansk spejderkorps i Sydslesvig med ca. 650 medlemmer. Spejderarbejdet foregår i 12 lokale grupper i hele Sydslesvig. Korpset er knyttet til Sydslesvigs danske Ungdomsforeninger. Dansk Spejderkorps Sydslesvig er for børn og unge af begge køn og gennem fællesrådene i Danmark internationalt anerkendt. Hvert 4. år arrangerer korpset en jamboree (Jamborette) på sit eget spejdercenter Tydal. Den sidste jamborette fandt sted i 2019, og 2024 ligger den næste. Uniformerne er mørkeblå, og tørklæderne er gule. Korpslogoet viser spejderliljen sammen med et kløverblad i de sønderjyske (blå og gul) og danske farver (rød og hvid).
Korpset blev stiftet i 1919 i Flensborg som Dansk Spejderkorps Flensborg. To år senere startede Flensborg Pigespejdertrop. I 1931 blev de to foreninger sammensluttet. I 1933 ændredes navnet til Dansk Spejderkorps Sydslesvig. Spejderkorpsets formål er samle børn og unge af den danske folkedel om et spejderliv i overensstemmelse med den internationale spejderbevægelses idé og give dem mulighed for at udvikle selvstændighed, medansvar, demokratisk livsholdning og mellemfolkelig forståelse .
Korpset omfatter flokke (ulve/mejser), troppe og klaner ligesom i Danmark og et spejderorkester i slesvig. Voksne spejdere er sammensluttet i Sankt Georgs Gilde i Flensborg. I Eggebæk lidt syd for Flensborg driver korpset Spejdergården Tydal. Tydal er et sydslesvigsk spejdercenter med enkelte hytter og lejrpladser til cirka 800 deltagere. Pladsen ligger midt i en naturfredet dal ved Trenen. I Tydals hovedgård driver korpset et spejdermuseum. 
H.E. Greve Ingolf af Rosenborg er protektor for Dansk Spejderkorps Sydslesvig.